# Вацик Михайло Якимович
Миха́йло Яки́мович Ва́цик (14 березня 1898, м. Тернопіль — 1 серпня 1967, м. Сан-Каетану-ду-Сул, Бразилія) — український військовик та художник.

## Життєпис
Народився 1898 року в місті Тернопіль, брат Теодора Вацика.
Навчався у Краківській академії мистецтв, клас Владислава Яроцького.
Учасник 1-ї світової війни; 1914 року вступив до складу Легіону УСС.
В часі Визвольних змагань — старшина армії УНР.
Від 1926 року перебував у бразильському місті Сан-Паулу. Заснував і очолив товариство «Соборність».
Працював художником на фабриці мануфактури. Займався портретним живописом й іконописом.
Помер 1967 року в місті Сан-Каетано-да-Сул, штат Сан-Паулу, Бразилія.